# Мартенс, Дирк (книгоиздатель)
Дирк Мартенс (1450, Алст — 2 мая 1533) — видный представитель нидерландского гуманизма, книгоиздатель.
Дирк Мартенс владел тремя древними и несколькими новыми языками. Более полувека он издавал в Нидерландах, преимущественно в Антверпене, гуманистическую литературу, способствуя утверждению её популярности в образованных кругах общества. Он публиковал сочинения античных авторов, а также Дж. Пико делла Мирандолы, А. Полициано, Р. Агриколы, Эразма, Х. Вивеса, издавал грамматики греческого и еврейского языков, напечатал первое письмо Колумба из его путешествия к Америке и впервые выпустил в свет «Утопию» Т. Мора.
С издательством Мартенса сотрудничали многие гуманисты. В его типографии долгое время работал корректором друг Эразма, правовед Петр Эгидий, которому Т. Мор посвятил свою «Утопию».